# Albuerne
Albuerne es una entidad de población española de la parroquia de Soto de Luiña, perteneciente al municipio de Cudillero, en la comunidad autónoma de Asturias.

## Historia
Hacia mediados del siglo XIX, el lugar, ya por entonces perteneciente a la parroquia de Soto de Luiña del municipio de Cudillero, tenía contabilizada una población de 230 habitantes. Aparece descrito en el primer volumen del Diccionario geográfico-estadístico-histórico de España y sus posesiones de Ultramar de Pascual Madoz con las siguientes palabras:

ALBUERNE: l. en la prov. de Oviedo (8 1/2 leg.), ayunt. de Cudillero (2), y felig. de Sta. Maria de Soto de Luiña (3/4): sit. en una llanada que se estiende hasta la orilla del Océano entre la encañada y concha Carreiro, que le separa del l. de Valdredo: el terreno es fértil y de buena calidad, regado por un arroyo que baja de la felig. de Novellana: el camino provincial, que desde la costa se dirige á Galicia, pasa por la referida llanada, y se encuentra en mediano estado: prod.: trigo, escanda, maiz, habas, patatas y otros frutos: cría algun ganado: pobl.: 54 vec. 230 alm.: contr. con su felig. (V.),
(Madoz, 1845, p. 339)

En 2023, la entidad singular de población tenía empadronados 99 habitantes, todos ellos en el núcleo de población de ese nombre.